# Amata congenita
Amata congenita är en fjärilsart som beskrevs av George Francis Hampson. Amata congenita ingår i släktet Amata och familjen björnspinnare. Inga underarter finns listade i Catalogue of Life.